# 스타인웨이

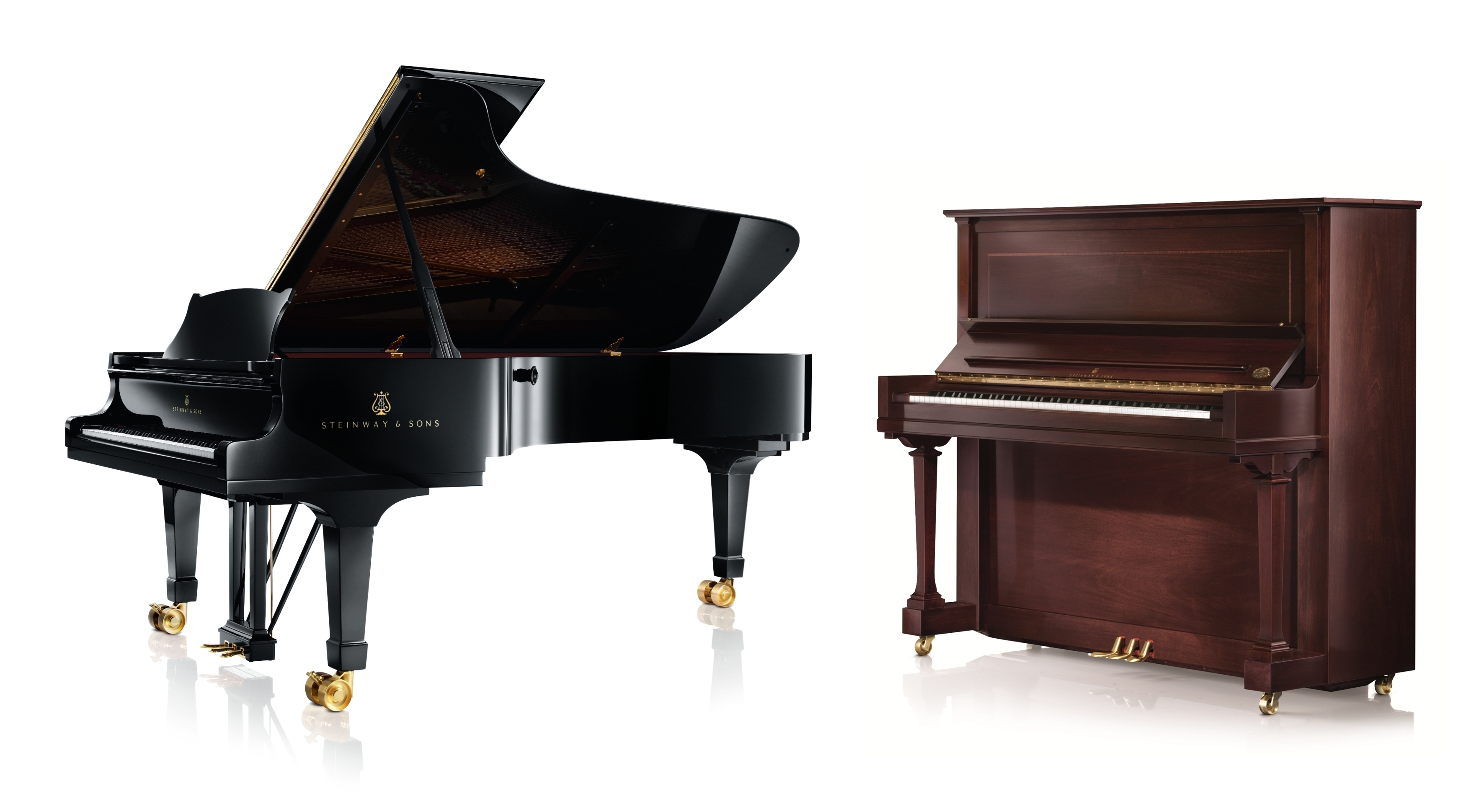
Steinway & Sons

스타인웨이 앤드 선스(영어: Steinway & Sons)는 독일과 미국 소재의 수제 피아노 브랜드이다. 기원은 19세기 초부터 독일 브라운슈바이크 공국에서 하인리히 엥겔하르트 슈타인베크(독일어: Heinrich Engelhard Steinweg)가 제조하던 피아노이다.

## 역사
슈타인베크는 1849년 미국 뉴욕으로 이주하여, 이름을 영어식인 헨리 E. 스타인웨이(영어: Henry E. Steinway)로 고치고, 아들들과 함께 자신의 이름을 걸고 스타인웨이 앤드 선스라는 고급 피아노를 생산하였다. 스타인웨이 가족은 혁신적인 기술을 도입한 피아노를 만들어 스타인웨이 피아노는 미국과 유럽에서 명성을 떨치게 되었고, 이들은 많은 종업원을 고용하여 공장을 세우고 더 많은 피아노를 생산하였다. 이후 스타인웨이의 그랜드피아노는 세계의 유명 연주회장에서 연주되는 고급 피아노의 대명사로 통하게 되었다. 제2차 세계 대전 후 스타인웨이는 여러 합병과 분할을 거듭하다가 1977년 창업자의 증손인 헨리 Z. 스타인웨이 (1915년 ~ 2008년) 사장이 사퇴하면서 스타인웨이의 후손들이 갖고 있던 경영권도 넘어갔다.
1995년 스타인웨이 피아노를 주력으로 하는 종합 악기 제조 그룹인 스타인웨이 뮤지컬 인스트루먼츠(영어: Steinway Musical Instruments, NYSE: LVB)가 설립되었다. 현재 스타인웨이 뮤지컬 인스트루먼츠의 산하브랜드인 스타인웨이 앤드 선스 피아노는 미국 뉴욕과 독일 함부르크에 기반을 두고 계속 최고급 피아노를 생산하고 있으며, 동시에 중저가 모델인 보스턴(Boston)과 에섹스(Essex)도 제조하고 있다. 2010년부터 삼익피아노의 인수설이 돌았으나 미국의 헤지펀드 회사 중 하나인 Paulson & Co 가 2013년 9월 19일 스타인웨이를 인수하였다. 국내 공식수입사는 (주)코스모스악기이다.

## 연주자
높은 품질로 많은 저명한 피아노 연주자들이 애용한다. 전세계 유명한 연주회장에 놓인 콘서트 그랜드 피아노는 98%가 스타인웨이이다.